# Nancy Carrillo
Nancy Carrillo de la Paz (ur. 11 stycznia 1986 w Hawanie) – kubańska siatkarka, występująca na pozycji atakującej, a wcześniej środkowej. W seniorskiej reprezentacji zadebiutowała na mistrzostwach świata w 2002 roku mając zaledwie 16 lat. Reprezentacja Kuby zajęła wówczas 5. miejsce, a Carillo wybrano najlepiej serwującą zawodniczką. Wraz z reprezentacją zdobyła brązowy medal Igrzysk Olimpijskich w 2004 roku w Atenach. W 2007 roku została uznana najlepszą siatkarką roku na Kubie. Od sezonu 2018/2019 występuje we francuskiej drużynie Voléro Le Cannet.

## Sukcesy klubowe
| Osiągnięcie            | Trofeum      | Sezon/Rok            |
| Superpuchar Szwajcarii | złoto        | 2012                 |
| Puchar Szwajcarii      | złoto        | 2012/2013, 2017/2018 |
| Mistrzostwo Szwajcarii | złoto        | 2012/2013, 2017/2018 |
| Mistrzostwo Rosji      | brąz         | 2013/2014            |
| Mistrzostwo Chin       | złoto · brąz | 2015/2016 2016/2017  |
| Puchar Francji         | złoto        | 2015/2016            |
| Mistrzostwo Francji    | srebro       | 2015/2016            |

## Sukcesy reprezentacyjne
| Osiągnięcie                                         | Trofeum               | Rok            |
| Puchar Panamerykański                               | złoto                 | 2002, 2007     |
| Igrzyska Panamerykańskie                            | złoto · srebro        | 2007 2003      |
| Igrzyska Olimpijskie                                | brąz                  | 2004           |
| Mistrzostwa Ameryki Północnej, Środkowej i Karaibów | złoto · srebro · brąz | 2007 2005 2009 |
| Volley Masters Montreux                             | złoto · srebro        | 2008 2007      |
| Grand Prix                                          | srebro                | 2008           |

## Nagrody indywidualne
- 2002 - Najlepsza zagrywająca zawodniczka Mistrzostw Świata
- 2003 - Najlepsza atakująca zawodniczka Igrzysk Panamerykańskich
- 2005 - Najlepsza blokująca zawodniczka Grand Prix
- 2005 - Najlepsza zagrywająca zawodniczka Mistrzostw NORCECA
- 2006 - Najlepsza zagrywająca zawodniczka Grand Prix
- 2007 - MVP turnieju Volley Masters Montreux
- 2007 - MVP, najlepsza atakująca i serwująca zawodniczka Igrzysk Panamerykańskich
- 2007 - MVP, najlepsza blokująca i atakująca zawodniczka Mistrzostw NORCECA
- 2007 - Najlepsza atakująca zawodniczka Pucharu Świata
- 2007 - Najlepsza siatkarka roku na Kubie
- 2008 - Najlepsza blokująca zawodniczka turnieju Volley Masters Montreux
- 2009 - Najlepsza blokująca zawodniczka Mistrzostw NORCECA
- 2013 - MVP w finale o Mistrzostwo Szwajcarii